# Conches-en-Ouche
Conches-en-Ouche és un municipi francès situat al departament de l'Eure i a la regió de Normandia. L'any 2007 tenia 5.046 habitants.

## Demografia

### Població
El 2007 la població de fet de Conches-en-Ouche era de 5.046 persones. Hi havia 2.096 famílies, de les quals 738 eren unipersonals (306 homes vivint sols i 432 dones vivint soles), 569 parelles sense fills, 570 parelles amb fills i 219 famílies monoparentals amb fills.
La població ha evolucionat segons el següent gràfic:
Habitants censats

### Habitatges
El 2007 hi havia 2.353 habitatges, 2.148 eren l'habitatge principal de la família, 66 eren segones residències i 139 estaven desocupats. 1.659 eren cases i 686 eren apartaments. Dels 2.148 habitatges principals, 976 estaven ocupats pels seus propietaris, 1.126 estaven llogats i ocupats pels llogaters i 47 estaven cedits a títol gratuït; 75 tenien una cambra, 200 en tenien dues, 532 en tenien tres, 687 en tenien quatre i 654 en tenien cinc o més. 1.413 habitatges disposaven pel capbaix d'una plaça de pàrquing. A 1.075 habitatges hi havia un automòbil i a 677 n'hi havia dos o més.

### Piràmide de població
La piràmide de població per edats i sexe el 2009 era:
| Homes | Edats   | Dones |
| ----- | ------- | ----- |
| 0     | 95 o +  | 16    |
| 20    | 90 a 94 | 24    |
| 20    | 85 a 89 | 88    |
| 32    | 80 a 84 | 76    |
| 72    | 75 a 79 | 136   |
| 80    | 70 a 74 | 128   |
| 132   | 65 a 69 | 128   |
| 80    | 60 a 64 | 112   |
| 84    | 55 a 59 | 68    |
| 140   | 50 a 54 | 120   |
| 132   | 45 a 49 | 116   |
| 116   | 40 a 44 | 132   |
| 124   | 35 a 39 | 152   |
| 164   | 30 a 34 | 168   |
| 184   | 25 a 29 | 156   |
| 152   | 20 a 24 | 100   |
| 120   | 15 a 19 | 145   |
| 160   | 10 a 14 | 72    |
| 116   | 5 a 9   | 176   |
| 96    | 0 a 4   | 132   |

## Economia
El 2007 la població en edat de treballar era de 3.054 persones, 2.300 eren actives i 754 eren inactives. De les 2.300 persones actives 1.992 estaven ocupades (1.041 homes i 951 dones) i 309 estaven aturades (134 homes i 175 dones). De les 754 persones inactives 234 estaven jubilades, 264 estaven estudiant i 256 estaven classificades com a «altres inactius».

### Ingressos
El 2009 a Conches-en-Ouche hi havia 2.117 unitats fiscals que integraven 4.894,5 persones, la mediana anual d'ingressos fiscals per persona era de 15.905 €.

### Activitats econòmiques
Dels 279 establiments que hi havia el 2007, 3 eren d'empreses extractives, 8 d'empreses alimentàries, 1 d'una empresa de fabricació de material elèctric, 23 d'empreses de fabricació d'altres productes industrials, 39 d'empreses de construcció, 66 d'empreses de comerç i reparació d'automòbils, 7 d'empreses de transport, 27 d'empreses d'hostatgeria i restauració, 1 d'una empresa d'informació i comunicació, 15 d'empreses financeres, 10 d'empreses immobiliàries, 23 d'empreses de serveis, 34 d'entitats de l'administració pública i 22 d'empreses classificades com a «altres activitats de serveis».
Dels 102 establiments de servei als particulars que hi havia el 2009, 1 era una oficina d'administració d'Hisenda pública, 1 gendarmeria, 1 oficina de correu, 5 oficines bancàries, 2 funeràries, 12 tallers de reparació d'automòbils i de material agrícola, 1 taller d'inspecció tècnica de vehicles, 3 autoescoles, 12 paletes, 6 guixaires pintors, 6 fusteries, 8 lampisteries, 4 electricistes, 1 empresa de construcció, 8 perruqueries, 2 veterinaris, 17 restaurants, 8 agències immobiliàries, 2 tintoreries i 2 salons de bellesa.
Dels 35 establiments comercials que hi havia el 2009, 4 eren supermercats, 1 un supermercat, 1 una botiga de més de 120 m², 5 fleques, 4 carnisseries, 3 llibreries, 3 botigues de roba, 3 sabateries, 1 una sabateria, 1 una botiga d'electrodomèstics, 2 botigues de material esportiu, 1 una botiga de material de revestiment de parets i terra, 2 joieries i 4 floristeries.
L'any 2000 a Conches-en-Ouche hi havia 8 explotacions agrícoles.

## Equipaments sanitaris i escolars
El 2009 hi havia 1 hospital de tractaments de curta durada, 1 hospital de tractaments de mitja durada (seguiment i rehabilitació, 2 farmàcies i 1 ambulància.
El 2009 hi havia 2 escoles maternals i 2 escoles elementals. Conches-en-Ouche disposava d'un col·legi d'educació secundària amb 597 alumnes.

## Poblacions més properes
El següent diagrama mostra les poblacions més properes.